# Cophura hesperia
Cophura hesperia là một loài ruồi trong họ Asilidae. Cophura hesperia được Pritchard miêu tả năm 1935. Loài này phân bố ở vùng Tân Bắc giới.